# Erica outeniquae
Erica outeniquae är en ljungväxtart som först beskrevs av Robert Harold Compton, och fick sitt nu gällande namn av E.G.H. Oliver. Erica outeniquae ingår i släktet klockljungssläktet, och familjen ljungväxter. Inga underarter finns listade i Catalogue of Life.